# Observatori d'Hamburg-Bergedorf
L'Observatori d'Hamburg-Bergedorf (en alemany: Hamburger Sternwarte) és un observatori astronòmic situat al barri de Bergedorf de la ciutat d'Hamburg, al nord d'Alemanya. És propietat i està operat per la Universitat d'Hamburg des de 1968, encara que va ser fundat el 1825 per la ciutat d'Hamburg i traslladat a la seva ubicació actual el 1912. Posseeix telescopis operatius a Bergedorf i a altres dues ubicacions a Hamburg, a més de compartir instrumental amb altres observatoris de tot el món. També participa en missions espacials.

## Història

### Stintfang (1802-1811)
El precursor de l'Observatori d'Hamburg va ser l'observatori privat de Johann Georg Repsold construït el 1802, situat originalment al carrer Stintfang d'Hamburg. Va començar a operar el 1803 amb un cercle meridià construït per Repsold el 1808. No obstant això, va ser destruït el 1811 durant les guerres napoleòniques. Repsold, Reinke i J.C. von Hess van presentar una proposta a la ciutat d'Hamburg per reconstruir l'observatori de la ciutat aquell mateix any.

### Millerntor (1825-1906)
El finançament per a un nou observatori va ser aprovat l'agost de 1821, sota la condició que J. G. Repsold construís els instruments. El nou observatori va ser acabat el 1825 al costat de Millerntor. No obstant això, Repsold va morir el 1830 en un incendi (pertanyia als bombers d'Hamburg) i la ciutat va votar per assumir el control i continuar utilitzant l'observatori el 1833. Karl Rümker (que va participar juntament amb Thomas Brisbane en la construcció del primer observatori australià a Parramatta) va ser el primer director d'aquesta nova etapa. Christian August Friedrich Peters en va esdevenir el director assistent el 1834, i el 1856 George Rümker (fill de Karl Rümker) en va esdevenir el director.
El 1876 es van rebre fons per instal·lar «L'Equatorial», un refractor de 27 cm (10,6") posteriorment traslladat a Bergedorf.
Després de la mudança a Bergedorf, el lloc va ser demolit parcialment i reconstruït per allotjar el museu de la Història d'Hamburg (Hamburgmuseum).

### Bergedorf (des de 1912)

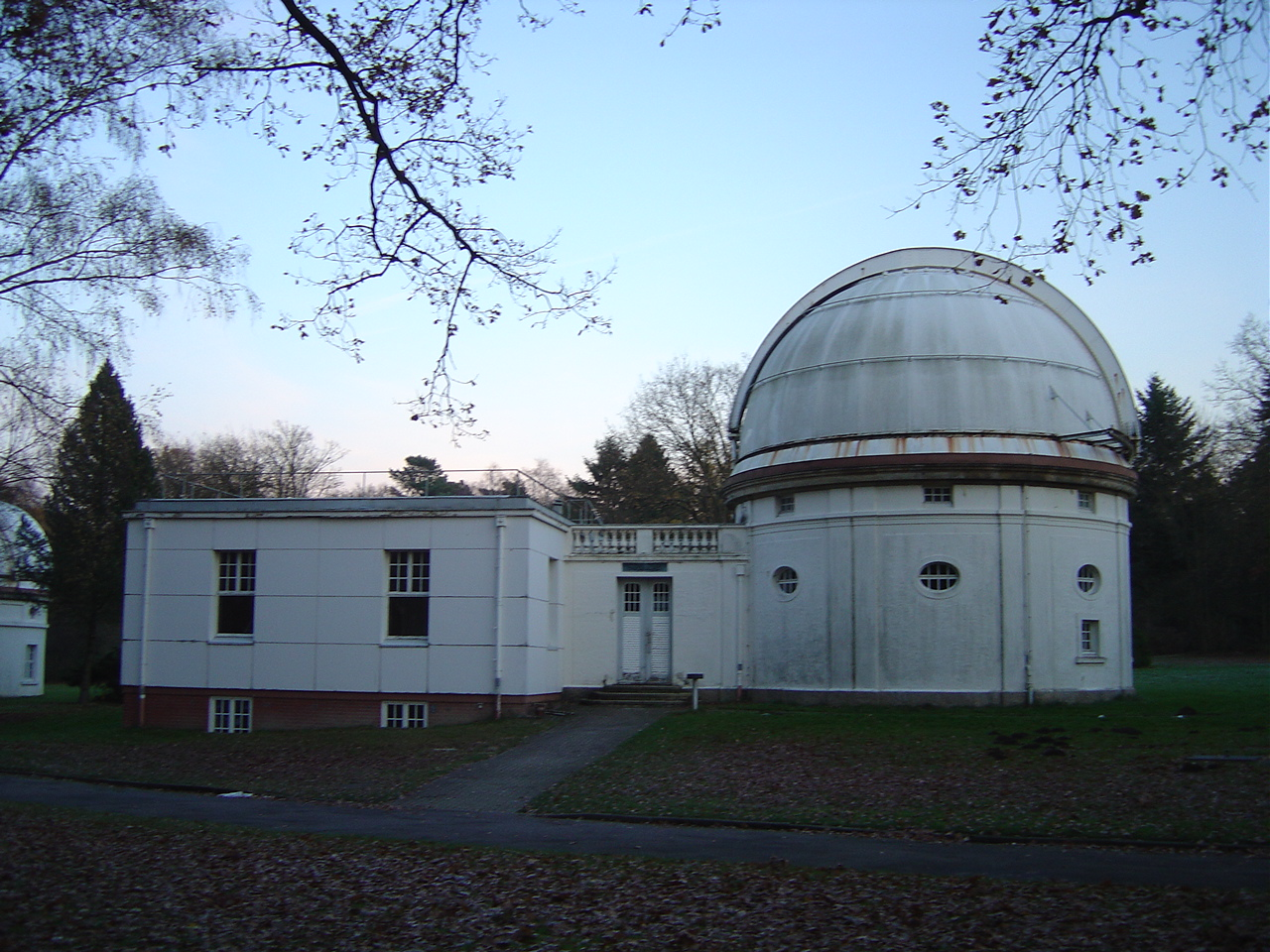
LSpiegelteleskop, el reflector d'1 m de diàmetre de l'Observatori de Bergedorf

A causa de la creixent contaminació lumínica, el 1906 es va decidir traslladar l'observatori a Bergedorf. El 1909 els primers instruments hi van ser traslladats, i el 1912 el nou observatori va ser oficialment inaugurat. L'acord per fundar l'Observatori Europeu Austral (ESO) va ser signat a Bergedorf el 1962.
El Reflector Hamburg de 1 m (39"/100 cm d'obertura d'objectiu) era el quart reflector més gran del món quan va començar a operar el 1911. Entre les publicacions més destacades de l'observatori figura el catàleg AGK3-Sternkatalog, realitzat entre 1956 i 1964.
El 1968 l'observatori va integrar-se en la Universitat d'Hamburg. El 1979 es va inaugurar un petit museu dedicat a Bernard Schmidt. El 2012 es van celebrar els cent anys de l'observatori en Bergedorf.

## Telescopis
Telescopis:

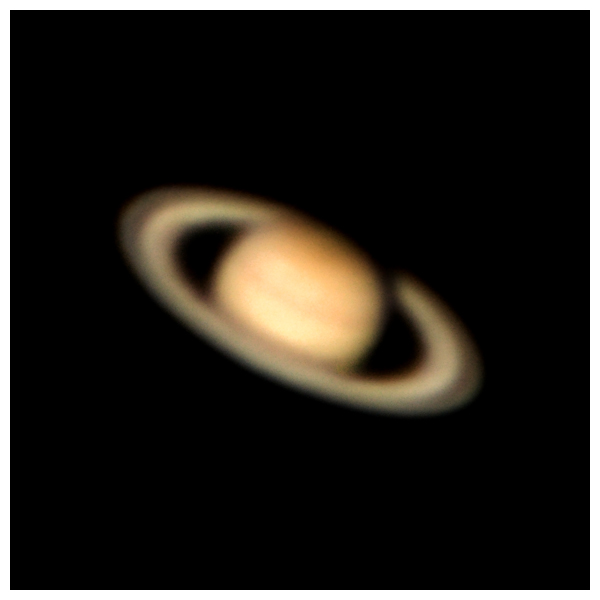
Vista de Saturn amb el Telescopi Lippert (2005)

- Gran Refractor, un telescopi amb un diàmetre d'objectiu de (60 cm) i distància focal (9 m). Fabricat per Repsold i amb òptica d'Steinheil.
- Equatorial, un refractor amb una obertura de 26 cm. Construït en la dècada de 1870, es va traslladar a Bergedorf.
- Espill Salvador, un reflector Cassegrain amb 8 m de distància focal i 40 cm mirall.
- Cercle meridià, construït en 1907 per A. Repsold i Söhne.
- Telescopi Lippert, astrògraf amb tres refractors sobre un suport. Construït per Carl Zeiss, i finançat per Eduard Lippert.
- Telescopi Reflector d'1 metre, operatiu des de 1911, construït per Carl Zeiss. El telescopi més gran d'Alemanya des de 1911 fins a 1920.
- Astrògraf, amb un objectiu de 8,5 cm, distància focal de 2,06 m. Construït en 1924.[1]
- Schmidtspiegel, el primer telescopi de tipus Schmidt construït per Bernhard Schmidt. Forma part del museu dedicat a Bernard Schmidt.
- Refractor fotogràfic (Zonenastrograph), un instrument finançat pel Deutsche Forschungsgemeinschaft (DFG) en 1973. Té 23 cm de diàmetre d'obertura i 205.3 cm de longitud focal. Va ser construït per la Carl Zeiss d'Oberkochen.
- Telescopis Oskar-Lühning i Ritchey-Chrétien, amb diàmetre d'obertura d'1.20 m i una longitud focal de 15.60 m en el focus de Cassegrain. Construït en 1975 i renovat com a telescopi robòtic en 2001.
- Càmera d'Schmidt, construïda en 1954 i traslladada a l'Observatori de Calar Alto en 1976, substituïda pel telescopi Oskar-Lühning.
- Hamburg Robotic Telescope (HRT), construït per Halfmann Teleskoptechnik. Va ser provat en 2002, sent plenament operatiu des de 2005.

## Membres de l'Observatori d'Hamburg
Directors d'Observatori:
- Johann Georg Repsold (des de 1802 a 1830)
- Christian Karl Ludwig Rümker (director des de 1833 a 1857)[8]
- George Rümker (director des de 1857 a 1900)
- Richard Schorr (1900–1941)
- Otto Heckmann (1941–1968) en 1962 es va convertir en el primer director de l'acabat de formar Observatori Europeu Austral[9]
- Alfred Behr (1968–1979)
- Co-director amb Behr: Alfred Weigert (1969-1992)[10]

Bernhard Schmidt, inventor de la càmera d'Schmidt, va treballar en l'observatori, incloent la fabricació de telescopis, instruments i observacions a partir de 1916. Walter Baade va sol·licitar amb èxit fons al Senat d'Hamburg perquè la càmera d'Schmidt s'instal·lés en 1937, sent acabada en 1954 després que el treball es reiniciés en 1951 després de ser interromput per la Segona Guerra Mundial. Walter Baade també va tenir èxit amb la càmera d'Schmidt construïda en l'Observatori Palomar (Califòrnia).
El 1928, Kasimir Graf va realitzar nombroses observacions des de l'Observatori d'Hamburg, fins que es va traslladar a l'Observatori de Viena.